# 가정불화
가정불화(家庭不和)는 가정 구성원 사이의 갈등으로 좋지 않아진 사이를 말한다.

## 원인
서울가정문제상담소 김미영 소장은 다음과 같은 요소를 말하였다.
- 제왕적으로 군림하려는 아버지, 남편
- 경제적인 문제
- 배우자의 무능함
- 상습적 폭력

## 가정 내의 영향
가정불화는 살인 사건, 자살, 청소년 가출 · 학업 포기, 우울증 등의 원인이 되는 등으로 사회 문제가 되고 있다.

### 자살
2011년 4월 14일에 부산일보는 부산 지역 학생의 자살 원인에 대해 이렇게 소개하였다.
부산광역시교육청에 따르면 지난 2007년부터 현재까지의 부산지역 학생 자살자 수는 모두 68명이었으며 이들의 자살 원인으로는 가정 불화가 30.8%로 가장 많았고, 그 뒤로 성적 비관 19.1%, 우울증 16.1%로 그 뒤를 이었다.

### 살인
2011년 6월 2일에 가정 불화로 인한 아내와 딸의 가출에 앙심을 품고 행인을 살해하는 사건이 발생하였다.
조사 결과 이 씨는 약 5개월 전 아내와 딸이 가출했다는 이유로 부녀자에게 복수하기로 마음을 먹고 집에 있던 과도를 가지고 다니던 중 이날 류 씨를 뒤따라가 왼쪽 등 뒤를 1회 찔러 살해한 것으로 밝혀졌다.

### 가출
2010년 가출한 청소년이 2009년 보다 50% 늘어났다.
제주지방경찰청에 따르면 지난해 14~19세 청소년의 가출신고는 244건으로 2008년 161건에 비해 51.6% 급증했다. 단순가출의 경우 상당수가 경찰에 신고하지 않는 점을 감안한다면 가출 청소년은 훨씬 많을 것으로 추정된다. 대부분의 청소년들은 경기불황으로 가정불화로 가정이 해체되면서 본인 의사와 상관없이 부모들의 이혼과 별거, 상습폭행 등으로 집을 나오고 있는 실정이며, 이러한 가출 청소년의 경우 생활비나 유흥비 마련을 위해 범죄로 이어지는 경우도 상당수에 이르고 있다.

## 해결 방법
- 상담소 방문
- 심리 치료소 방문
- 온라인 상담
- 전화 상담
- SNS 상담

## 같이 보기
- 청소년사이버상담센터
- Wee
- 정신의학
- 심리학
- 가정폭력